# La Guérinière

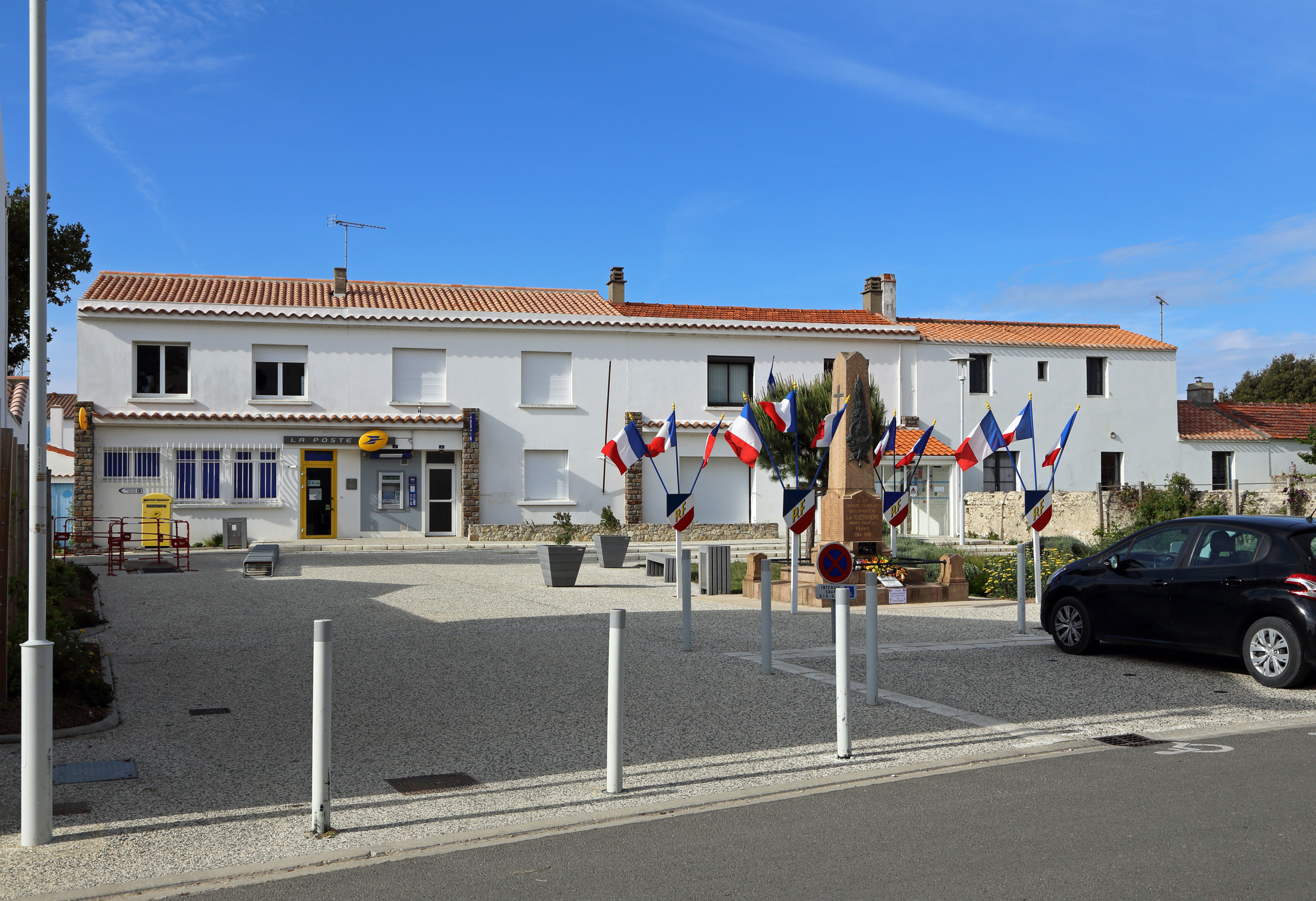
La Guérinière: Place de la Mairie

La Guérinière is een gemeente in het Franse departement Vendée (regio Pays de la Loire) en telt 1545 inwoners (2004). De plaats maakt deel uit van het arrondissement Les Sables-d'Olonne. Het is een van de vier gemeenten op het Île de Noirmoutier.

## Geografie
De oppervlakte van La Guérinière bedraagt 7,8 km², de bevolkingsdichtheid is 198,1 inwoners per km².
De onderstaande kaart toont de ligging van La Guérinière met de belangrijkste infrastructuur en aangrenzende gemeenten.

## Demografie
Onderstaande figuur toont het verloop van het inwonertal (bron: INSEE-tellingen).